# Slag in de Rondte

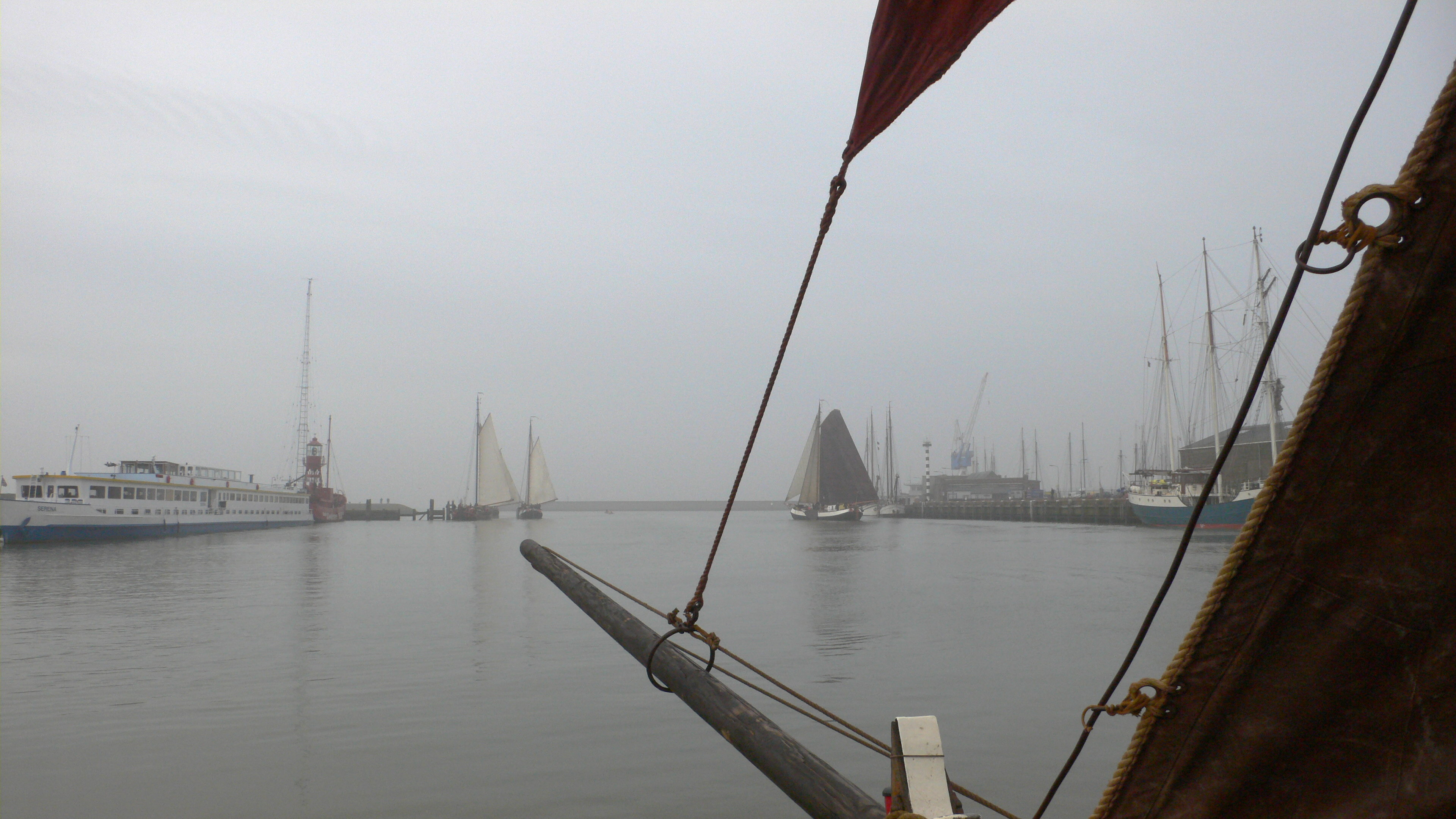
De start van de Slag in de Rondte 2007, gezien vanaf de botter BU130 - Trui

De Slag in de Rondte  is een vijfdaagse zeilmarathon voor historische zeilcharterschepen, zoals aken, tjalken en klippers, die sinds 1995 jaarlijks gehouden wordt op de getijdenwateren van de Waddenzee.
De wedstrijd vindt plaats in de eerste week van november. Start en finish zijn te Harlingen. Deelnemers kunnen punten verdienen door de volgende havens aan te lopen: De Cocksdorp op Texel, Vlieland, Terschelling, Ameland, Schiermonnikoog en Noordpolderzijl. Hoe moeilijker een haven te bereiken is vanaf Harlingen, hoe meer punten deze oplevert. De totale afstand is circa 160 zeemijl. Daarbij is het gebruik van de motor of moderne navigatiemiddelen niet toegestaan.
Deelnemers proberen door slim gebruik te maken van wind en getijden zo veel mogelijk punten in een zo kort mogelijke tijd te behalen. In principe wordt er dag en nacht doorgevaren, maar het getij kan roet in het eten gooien: wie te laat bij een wantij arriveert, zal op de vloed moeten wachten om verder te kunnen. Doordat de wedstrijd in de herfst plaatsvindt, zijn de weersomstandigheden vaak zwaar. Harde wind, regen en kou kunnen hun tol eisen onder de bemanning.
Elk jaar wordt bij wijze van troostprijs de bolletjestrui uitgereikt aan de deelnemer die het langdurigst vast heeft gezeten op een zandplaat.
Er is ook een bordspel ontwikkeld gebaseerd op de Slag in de Rondte.https://www.facebook.com/profile.php?id=100086982498321

## Winnaars Slag in de Rondte
- 1995 - Ouderzorg - Heine v/d Molen[2]
- 1996 - Najade - Hans Vlasbloem
- 1997 - Frisia - Boudewijn Ridder
- 1998 - Najade - Hans Vlasbloem
- 1999 - Ouderzorg - Marijn Lemmers
- 2000 - Voorwaarts - Peter Glas
- 2001 - Ouderzorg - Marijn Lemmers[3]
- 2002 - Overwinning - Joost Martijn
- 2003 - Ouderzorg - M Lemmers/E Schouten
- 2005 - Overwinning - Joost Martijn

- Van een aantal jaren ontbreekt de uitslag 
- 2012 - Overwinning Joost Martijn
- 2013 - Overwinning Joost Martijn
- 2014 - Overwinning Joost Martijn[4]
- 2015 - Overwinning - Joost Martijn[5]
- 2017 - Boreas - Henk Teuben[6]
- 2018 - Boreas - Henk Teuben[7]
- 2019 - Boreas - Henk Teuben[4]
- 2020 - geen wedstrijd
- 2021 - Boreas - Henk Teuben
- 2022 - Boreas - Henk Teuben
- 2023 - Boreas - Henk Teuben
- 2024 - Boreas - HenkTeuben

## Novemberstorm 2006
De storm van 1 november 2006 heeft tot grote problemen geleid onder deelnemers van de Slag. Een aantal schepen had beschutting gezocht door achter een eiland te ankeren. Door de combinatie van zeer harde wind en een extreem hoge waterstand sloegen zij echter van hun ankers. Er is zelfs een schip in de haven losgeslagen en naar buiten gewaaid. De Koninklijke Nederlandse Redding Maatschappij moest alle beschikbare menskracht en materieel inzetten om de schepen en opvarenden in veiligheid te brengen. De storm heeft ook flinke materiële schade aangericht, waaronder een gebroken bezaanmast bij de klipper Risico en een kapot roer. In Noordpolderzijl is een schip genaamd de Boreas in zijn geheel op de kade terechtgekomen.
Als gevolg van deze gebeurtenissen is in 2007 het aantal deelnemers beperkt gebleven tot vijf.